# Alaincourt (Aisne)
Alaincourt és un municipi francès situat al departament de l'Aisne i a la regió dels Alts de França. L'any 2007 tenia 492 habitants.

## Demografia

### Població
El 2007 la població de fet d'Alaincourt era de 492 persones. Hi havia 183 famílies de les quals 36 eren unipersonals (4 homes vivint sols i 32 dones vivint soles), 60 parelles sense fills, 83 parelles amb fills i 4 famílies monoparentals amb fills.
La població ha evolucionat segons el següent gràfic:
Habitants censats

### Habitatges
El 2007 hi havia 207 habitatges, 183 eren l'habitatge principal de la família, 5 eren segones residències i 19 estaven desocupats. 205 eren cases i 1 era un apartament. Dels 183 habitatges principals, 156 estaven ocupats pels seus propietaris, 25 estaven llogats i ocupats pels llogaters i 2 estaven cedits a títol gratuït; 1 tenia dues cambres, 11 en tenien tres, 36 en tenien quatre i 135 en tenien cinc o més. 165 habitatges disposaven pel capbaix d'una plaça de pàrquing. A 70 habitatges hi havia un automòbil i a 95 n'hi havia dos o més.

### Piràmide de població
La piràmide de població per edats i sexe el 2009 era:
| Homes | Edats   | Dones |
| ----- | ------- | ----- |
| 0     | 95 o +  | 0     |
| 0     | 90 a 94 | 0     |
| 0     | 85 a 89 | 0     |
| 8     | 80 a 84 | 4     |
| 8     | 75 a 79 | 16    |
| 0     | 70 a 74 | 16    |
| 8     | 65 a 69 | 0     |
| 4     | 60 a 64 | 4     |
| 4     | 55 a 59 | 12    |
| 24    | 50 a 54 | 20    |
| 32    | 45 a 49 | 20    |
| 12    | 40 a 44 | 28    |
| 20    | 35 a 39 | 16    |
| 16    | 30 a 34 | 8     |
| 4     | 25 a 29 | 20    |
| 8     | 20 a 24 | 12    |
| 24    | 15 a 19 | 20    |
| 16    | 10 a 14 | 12    |
| 20    | 5 a 9   | 12    |
| 32    | 0 a 4   | 12    |

## Economia
El 2007 la població en edat de treballar era de 340 persones, 229 eren actives i 111 eren inactives. De les 229 persones actives 207 estaven ocupades (114 homes i 93 dones) i 22 estaven aturades (13 homes i 9 dones). De les 111 persones inactives 47 estaven jubilades, 24 estaven estudiant i 40 estaven classificades com a «altres inactius».

### Ingressos
El 2009 a Alaincourt hi havia 182 unitats fiscals que integraven 491,5 persones, la mediana anual d'ingressos fiscals per persona era de 16.879 €.

### Activitats econòmiques
Dels 14 establiments que hi havia el 2007, 1 era d'una empresa extractiva, 1 d'una empresa de fabricació d'altres productes industrials, 1 d'una empresa de construcció, 5 d'empreses de comerç i reparació d'automòbils, 1 d'una empresa d'hostatgeria i restauració, 3 d'empreses de serveis, 1 d'una entitat de l'administració pública i 1 d'una empresa classificada com a «altres activitats de serveis».
Dels 3 establiments de servei als particulars que hi havia el 2009, 1 era un taller de reparació d'automòbils i de material agrícola, 1 guixaire pintor i 1 restaurant.
L'únic establiment comercial que hi havia el 2009 era una floristeria.
L'any 2000 a Alaincourt hi havia 4 explotacions agrícoles.

## Equipaments sanitaris i escolars
El 2009 hi havia una escola elemental integrada dins d'un grup escolar amb les comunes properes formant una escola dispersa.

## Poblacions més properes
El següent diagrama mostra les poblacions més properes.